# Felix Savart
Félix Savart (1791-1841) là nhà vật lý người Pháp. Ông là người cùng với Jean-Baptiste Biot xác định được từ trường của dòng điện thẳng. Đó là vào năm 1820 sau khi cả hai tiến hành thí nghiệm chung.

## Cuộc đời và sự nghiệp
Félix Savart là con của Gérard Savart, kỹ sư tại một trường quân sự tại Metz; em của Nicolas Savart, sinh viên École Polytechnique và sĩ quan trong quân đoàn mỹ thuật. Khi đến bệnh viện quân sự tại Metz, Félix Savart nghiên cứu ngành y và tiếp tục nghiên cứu nó khi vào trường Đại học Strasbourg. Nhờ vậy, ông nhận đã nhận bằng tiến sĩ về y khoa vào năm 1816. Vào 20 năm sau, 1836, ông trở thành một giáo sư tại Collège de France. Lúc này, thay vì nghiên cứu y, Savart đã chuyển sang vật lý (cụ thể là môn điện từ học là chủ yếu và âm học). Thành tựu lớn nhất của ông chính là việc tiến hành thí nghiệm với Jean-Baptiste Biot về từ trường của dòng điện, từ đó cho ra Đinh luật Biot-Savart. 